# Gerhardinger Mária Terézia

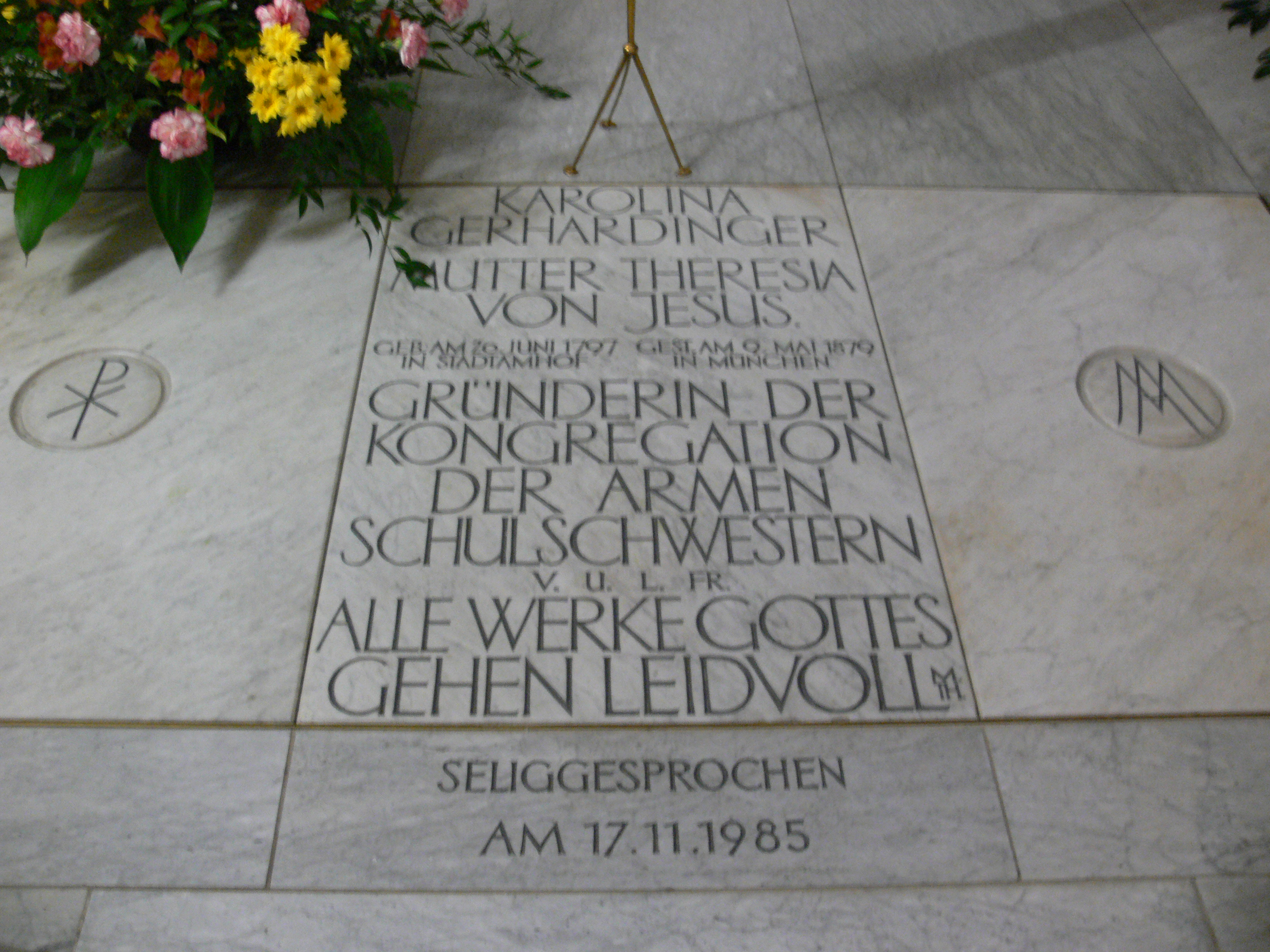
Gerhardinger Mária Terézia sírhelye a St. Jakob Kolostor és intézet templomában, München

Gerhardinger Mária Terézia, született Karolina Gerhardinger (Regensburg, 1797. június 20. – München, 1879. május 9.) a Miasszonyunkról Nevezett Szegény Iskolanővérek tanítórend alapítója. II. János Pál pápa 1985. november 17-én boldoggá avatta.

## Élete
Regensburg külvárosában, Stadtamhofban született 1797. június 20-án. A jómódú polgárszülők egyetlen gyermeküket a Notre-Dame nővérek (ágostonos női kanonokrend) iskolájában taníttatták. 1809-ben a bajor kormány  rendelettel feloszlatta a szerzetesrendeket. A 12 éves kislány lelki vezetőjének, Michael Witmannak, a későbbi regensburgi püspöknek a tanácsára tanítónői diplomát szerez és 15 éves korában tanítani kezd. Két évre rá megérik elhatározása: szerzetes akar lenni. Két tanítónő társával egyre nagyobb sikerrel tanítanak, és közben megkezdik szerzetesi életüket Wittmann irányításával, a Notre-Dame rend szabályai szerint.
I. Lajos bajor király, az  új bajor uralkodó azt vallja, hogy a társadalom egészséges növekedéséhez nélkülözhetetlen a kereszténység. Így 1825-ös trónra lépése után 1828-ban több vallási közösség újraindul. Ez a helyzet teszi lehetővé Karolináék kolostorának és iskolájának megnyitását is. Karolina nővértársaival együtt egy felújított kolostorba költözött azzal a céllal, hogy új rendet alapítson Miasszonyunk Iskolanővérek néven. 1833-ban hivatalosan is engedélyt kapnak a működésre. Karolina és társai Neunburgban megnyitják az első szerzetesiskolájukat. A születőben lévő új szerzetesi közösség azonban ugyanebben az évben elveszíti lelki és szellemi támaszát, Wittmannt.
Sebastian Job, Wittmann jó barátja veszi ekkor pártfogásba őket. Anyagi támogatást szerez, Karolinát Ausztriába küldi a szerzetesközösségek tanulmányozására, s írásban is körvonalazza az Iskolanővérek szellemi-lelki arculatát. Egy év múlva azonban ő is meghal. Néhány hónap múlva az új szerzetestársulat megkapja működéséhez mind a királyi, mind a püspöki jóváhagyást. 1835-ben Karolina örökfogadalmat tehet, és fölveszi a Terézia nevet. Nővértársai Jézus Teréziájának hívták életével tanúsított odaadása miatt az „Áldott Szentségben igazán jelenlévő Krisztus” iránt.
A gyorsan növekvő közösség Münchenben nyitja meg központi anyaházát, Terézia 1841-től innen irányítja a közösséget. Újabb és újabb házak nyílnak, először Bajorországban, majd az országhatárokon túl, sőt Európán kívül is. 
Minden letelepüléskor ugyanaz a cél vezeti Terézia anyát: „Az óvodák, népiskolák és internátusok átvételével elsősorban buzgó édesanyákat akarok nevelni; főként az alsó és középső társadalmi rétegekből, akik az előkelő intézményekbe nem juthatnak be, s ezért mindeddig nélkülözték az igazi keresztény nevelést.”
Az 1850-es években kerül sor szabályzatuk megfogalmazására és elfogadtatására. A Miasszonyunkról Nevezett Szegény Iskolanővérek közösségi szabályzatát és szervezetét a Vatikán 1854. január 23-án fogadta el. Terézia a Notre Dame szerzetesrend szabályait és Sebastian Job tanácsait is figyelembe véve új szabályzatot állít össze. Ezt IX. Piusz pápa 1865-ben fogadja el és hagyja jóvá. A kongregáció ezzel végleg beépül az egyház szervezetébe, és minden erejével szolgálhatja a szegény gyermekek ügyét.
1872-ben Otto von Bismarck politikája a kolostorok feloszlatásához vezetett. Ekkor csupán Poroszországban 16 házukat szüntetik meg, az iskolákat államosítják. E forrongó években nemcsak az iskolák, de a nővérek élete is gyakran forog veszélyben. A bátor és előrelátó Terézia kitartásra buzdít, és újabb országokban nyit házakat.
Halálakor, 1879. május 9-én a kongregáció 300 házában csaknem 2500 nővér szolgálja-neveli a szegény gyermekeket.